# Филичкин, Андрей Владимирович
Андрей Владимирович Филичкин (род. 17 января 1975, Елизово) — российский горнолыжник. Выступал за сборную России по горнолыжному спорту в 1994—2002 годах, 10-кратный чемпион российского национального первенства, участник четырёх чемпионатов мира и трёх зимних Олимпийских игр.

## Биография
Андрей Филичкин родился 17 января 1975 года в городе Елизово Камчатской области. Заниматься горнолыжным спортом начал в местном спортивном клубе, проходил подготовку под руководством тренеров С. А. Назарова и М. К. Александрова. На соревнованиях представлял физкультурно-спортивное общество профсоюзов «Россия». Катался на лыжах марки Rossignol.
В 1993 году вошёл в состав российской национальной сборной и выступил на юниорском чемпионате мира в Италии, где занял 16 место в скоростном спуске и 37 место в супергиганте.
Благодаря череде удачных выступлений удостоился права защищать честь страны на зимних Олимпийских играх 1994 года в Лиллехаммере — показал здесь 37-й результат в скоростном спуске, закрыл тридцатку сильнейших в супергиганте, тогда как в гигантском слаломе и комбинации не финишировал. В том же сезоне побывал на мировом первенстве среди юниоров в Лейк-Плэсиде, откуда привёз награду серебряного достоинства, выигранную в программе супергиганта.
В 1995 году Филичкин одержал победу на чемпионате России в слаломе и гигантском слаломе, с этого момента он стал полноценным членом российской сборной и регулярно принимал участие в крупных международных соревнованиях, таких как Кубок мира и Кубок Европы.
На чемпионате мира 1996 года в Сьерра-Неваде занял 34 место в скоростном спуске, 23 место в комбинации, был пятнадцатым в супергиганте, в то время как в гигантском слаломе его дисквалифицировали. Год спустя на аналогичных соревнованиях в Сестриере вновь стал пятнадцатым в супергиганте, тридцатым в скоростном спуске, а в гигантском слаломе не финишировал.
Находясь в числе лидеров главной горнолыжной команды России, Филичкин благополучно прошёл отбор на Олимпийские игры 1998 года в Нагано — на сей раз показал восемнадцатый результат в скоростном спуске, занял 21 место в супергиганте, в гигантском слаломе снова провалил первую попытку и не финишировал.
В 1999 году выступил на мировом первенстве в Вейле — в гигантском слаломе и скоростном спуске не финишировал, не показав никакого результата, в зачёте супергиганта расположился в итоговом протоколе на 31 строке.
На чемпионате мира 2001 года в Санкт-Антоне был 25-м в скоростном спуске, тогда как в остальных дисциплинах остался без результата.
В 2002 году отправился представлять страну на Олимпийских играх в Солт-Лейк-Сити, где занял 41 место в скоростном спуске, стал четырнадцатым в комбинации, а в супергиганте и гигантском слаломе не финишировал.
Впоследствии оставался действующим спортсменом вплоть до 2006 года, хотя в последнее время уже не показывал сколько-нибудь значимых результатов на международной арене. В течение своей спортивной карьеры в общей сложности 10 раз становился чемпионом России в различных горнолыжных дисциплинах, 11 раз был серебряным призёром и четырежды бронзовым. За выдающиеся спортивные достижения удостоен почётного звания «Мастер спорта России международного класса».
Имеет высшее образование, окончил Дальневосточную государственную академию физической культуры.
Участвовал в эстафете олимпийского огня Олимпиады 2014 года в Сочи.